# عدنان جمن
عدنان جُمَّنْ 

من مواليد كريتر - عدن 1960. حاصل على دبلوم فنون من (معهد المعلمين) عدن. يعمل كمصمم جرافيك. شارك في معارض داخل اليمن وخارجها. من الأعضاء المؤسسين لجماعة الفن الحديث. له الكثير من الرسوم التوضيحية لقصص الأطفال. والرسومات الكاريكاتيرية خاصة في صحيفة14 أكتوبر. كما انه عمل كمخرج لبعض المجلات، مثل مجلة (متابعات إعلامية) لدى وزارة الإعلام

## عنه
مما كتب عنه ((فنان يعشق البيئة الإجتماعية اليمنية، يتابع تفاصيلها اليومية ليعيد رسمها لوحات تطابق الواقع وتزيده سحراً.
يملك الفنان اليمني «عدنان جمن» قدرة تضاهي الكاميرا الضوئية دقة وجمالاً في رسم الوجوه، الأمر الذي جعل منه أحد أبرز فناني «البورتريهات» في اليمن. ويصف نفسه في حديثه إلى «الحياة» بأنه ينتمي إلى ما يمكن أن نطلق عليه «الواقعية التأثيرية» التي استلهمها من أساتذته الروس.
وإلى جانب إبداعاته التشكيلية يمكن أن يطلق على «عدنان جمن» ابن العائلة الفنية المعروفة في عدن واليمن. فنان الريشة الشامل برع كرسام كاريكاتور له بصماته الخاصة وأسلوبه الفريد في الصحافة اليمنية، إلى جانب منجزاته في مجال أدب الأطفال كرسام استطاع ان يجاري العديد من قصص الأطفال من خلال رسومه المعبّرة.
لا يخفي «عدنان جمن» تأثر تجربته الفنية بالبيئة التي أحاطت به صغيراً في منزل يعج بالفن، الأمر الذي ساهم في تعلقه برسم الوجوه منذ وقت مبكر جداً. وعن تأثره بشقيقه الأكبر يقول: «منذ رأيت أخي الأكبر شكيب جمن يرسم ويخط اللوحات الجميلة أمامي، ولعل ذلك حدث حتى قبل دخولي المدرسة، بدأت تقليد ما كان يفعل بشكل غريزي».
ويضيف: «لا شك في أن تشجيع أخي إياي على المثابرة أثمر تنمية موهبة متوثبة، فكنت بعد ذلك بسنوات قليلة أهم الأسماء التي كانت تتنافس على عرض رسومها في المعارض المدرسية السنوية. في ما بعد أشركني شكيب في مساعدته على رسم الديكورات التي كان ينفذها لتلفزيون عدن وقت كان بالأبيض والأسود وكنت في الصف السادس الابتدائي. كما رسمت الكثير من القصص لبرامج الأطفال».
ويوضح الفنان اليمني: «أما المرحلة المتوسطة، فشهدت طفرة نوعية في اهتمامي بالرسم وبدأت استخدام خامات جديدة مثل الألوان الزيتية كما بدأت أرسم الكاريكاتور لصحيفة «14 أكتوبر» بشكل يومي مما أعطاني الكثير من الثقة بما أعمل ووجدت نفسي شيئاً فشيئاً أتنفس الفن التشكيلي بمختلف مشاربه».
ويشير إلى أنه بعد المرحلة الإعدادية، التحق بمعهد المعلمين الذي كان يضم قسماً للفنون التشكيلية لتأهيل مدرسين لمادة التربية الفنية، معتبراً أن ذلك كان أهم قرار في حياته الفنية، فوجد نفسه ينهل علوم الرسم الأكاديمي على أيدي مدرسين عرب. ويقول: «بيد أنني لم أفوّت ايضاً فرصة وجود الأساتذة الروس آنذاك في معهد الفنون الجميلة حيث استزدتُ من مهاراتهم في فن التصوير الزيتي في سياق دراسة مسائية شبه منتظمة جنباً إلى جنب مع دراستي في معهد المعلمين، ما أعطاني بعداً أكاديمياً مبكراً في معظم أعمالي التشكيلية. وشاركت في معارض خارجية وداخلية كثيرة حين كنت طالباً في معهد المعلمين».
مصور واقعي
إشتهر «عدنان جمن» بقدرته الفائقة على رسم الوجوه اليمنية المعبّرة وولعه بتحويل الريشة إلى عدسة ضوئية، حتى أن بعض من يشاهد لوحاته يجد صعوبة في التفريق بين كونها صوراً فوتوغرافية أو لوحات تشكيلية.))